# 三一体

沙特阿拉伯国旗，上面的文字为三一体

三一体或三分体（阿拉伯语：‎），音译为苏卢斯体、苏勒斯体、苏鲁斯体，伊斯兰书法的一种字体，由纳斯赫体发展而来，出现于公元11世纪。每个字母要倾斜三分之一，故而得名。与库法体（相当于中文黑体）相比，横竖转接处不是直角而是圆滑过渡，字形规整秀逸。

## 应用
三一体因为字形挺拔刚健，适合作匾额或文章标题。古兰经的每个苏拉（章），一般都以三一体书写。